# 3 000 mètres steeple masculin aux Jeux olympiques d'été de 1972
Pour un article plus général, voir Athlétisme aux Jeux olympiques d'été de 1972.
Navigation
Mexico 1968 Montréal 1976
L'épreuve du 3 000 mètres steeple masculin aux Jeux olympiques de 1972 s'est déroulée du 1er au 7 septembre 1972 au Stade olympique de Munich, en République fédérale d'Allemagne.  Elle est remportée par le Kényan Kip Keino qui établit un nouveau record olympique en 8 min 23 s 6.

## Résultats

### Finale
| Rang               | Athlète              | Pays             | Temps        | Notes |
| ------------------ | -------------------- | ---------------- | ------------ | ----- |
| Médaille d'or      | Kipchoge Keino       | Kenya            | 8 min 23 s 6 | OR    |
| Médaille d'argent  | Ben Jipcho           | Kenya            | 8 min 24 s 6 |       |
| Médaille de bronze | Tapio Kantanen       | Finlande         | 8 min 24 s 8 |       |
| 4                  | Bronisław Malinowski | Pologne          | 8 min 28 s 0 |       |
| 5                  | Dušan Moravčík       | Tchécoslovaquie  | 8 min 29 s 2 |       |
| 6                  | Amos Biwott          | Kenya            | 8 min 33 s 6 |       |
| 7                  | Romualdas Bite       | Union soviétique | 8 min 34 s 6 |       |
| 8                  | Pekka Päivärinta     | Finlande         | 8 min 37 s 2 |       |
| 9                  | Takaharu Koyama      | Japon            | 8 min 37 s 8 |       |
| 10                 | Mikko Ala-Leppilampi | Finlande         | 8 min 41 s 0 |       |
| 11                 | Jean-Paul Villain    | France           | 8 min 46 s 8 |       |
| 12                 | Mikhail Zhelev       | Bulgarie         | 9 min 02 s 6 |       |

## Légende
Records et Performances
- AR : Record continental (area record)
- CR : Record des championnats (championship record)
- MR : Record du meeting (meet record)
- NR : Record national (national record)
- OR : Record olympique (olympic record)
- PR : Record paralympique (paralympic record)
- PB : Record personnel (personal best)
- SB : Meilleure performance personnelle de la saison (season's best)
- WL : Meilleure performance mondiale de l'année (world leader)
- WJR : Record du monde junior (world junior record)
- WR : Record du monde (world record)

Circonstances et Conditions
- DNF : N'a pas terminé (did not finish)
- DNS : N'a pas pris le départ (did not start)
- DQ : Disqualification (disqualification)
- NM : Aucun essai valable enregistré (No Mark)
- Q : Qualifié « directement » au prochain tour (ou à la prochaine compétition), lors d'une compétition majeure, grâce au classement ou à la réalisation des minima (automatic qualifier)
- q : Qualifié au prochain tour (ou à la prochaine compétition), lors d'une compétition majeure, grâce au repêchage ou à la réalisation de l'une des meilleures performances parmi celles des « non qualifiés directement » (grâce au meilleur temps ou à la meilleure distance par exemple) (secondary qualifier)